# Джастін (Техас)
Джастін (англ. Justin) — місто (англ. city) в США, в окрузі Дентон штату Техас. Населення — 4409 осіб (2020).

## Географія
Джастін розташований за координатами 33°5′12″ пн. ш. 97°18′1″ зх. д. / 33.08667° пн. ш. 97.30028° зх. д. (33.086568, -97.300145).  За даними Бюро перепису населення США в 2010 році місто мало площу 6,16 км², з яких 6,15 км² — суходіл та 0,01 км² — водойми.

## Демографія
Згідно з переписом 2010 року, у місті мешкало 3246 осіб у 1123 домогосподарствах у складі 890 родин. Густота населення становила 527 осіб/км².  Було 1195 помешкань (194/км²).
Расовий склад населення:
| - 92,1 % — білих - 1,5 % — чорних або афроамериканців - 1,0 % — азіатів - 0,5 % — корінних американців - 0,1 % — вихідців з тихоокеанських островів - 3,2 % — осіб інших рас |

До двох чи більше рас належало 1,5 %. Частка іспаномовних становила 10,1 % від усіх жителів.
За віковим діапазоном населення розподілялося таким чином: 27,5 % — особи молодші 18 років, 61,6 % — особи у віці 18—64 років, 10,9 % — особи у віці 65 років та старші. Медіана віку мешканця становила 38,1 року. На 100 осіб жіночої статі у місті припадало 97,1 чоловіків;  на 100 жінок у віці від 18 років та старших — 91,2 чоловіків також старших 18 років.
Середній дохід на одне домашнє господарство  становив 88 871 долар США (медіана — 75 898), а середній дохід на одну сім'ю — 97 749 доларів (медіана — 88 250). Медіана доходів становила 60 375 доларів для чоловіків та 50 066 доларів для жінок. За межею бідності перебувало 11,2 % осіб, у тому числі 10,4 % дітей у віці до 18 років та 5,0 % осіб у віці 65 років та старших.
Цивільне працевлаштоване населення становило 1630 осіб. Основні галузі зайнятості: освіта, охорона здоров'я та соціальна допомога — 20,5 %, транспорт — 10,4 %, роздрібна торгівля — 9,9 %.